# Neria commutata
Neria commutata är en tvåvingeart som först beskrevs av Leander Czerny 1930.  Neria commutata ingår i släktet Neria, och familjen skridflugor. Arten är reproducerande i Sverige.